# Sunao Sato
Sunao Sato (佐藤 直男?, Satō Sunao; 15 febbraio 1924 – 8 luglio 2004) è stato un giocatore di go giapponese.

## Biografia
Studiò il Go sotto la guida di Senjin Hosokawa, divenne professionista presso la Kansai Ki-in e raggiunse presso questo federazione il grado massimo di 9° dan nel 1963. In carriera ha vinto tre volte il Kansai Ki-in Primo Posto, oltre ad essere stato presenza fissa nelle fasi finali dei principali tornei per tutti gli anni '70 e '80. Negli ultimi anni si è dedicato soprattutto all'insegnamento formando diversi giocatori professionisti (tra i suoi allievi figurano Satoshi Yuki, Tetsuya Izumo, Ryo Maeda e Yutaka Furuya) e alla composizione di problemi e di tsumego.

## Titoli
| Nazionali                | Nazionali            | Nazionali      |
| Torneo                   | Vittorie             | Finalista      |
| ------------------------ | -------------------- | -------------- |
| Kansai Ki-in Primo Posto | 3 (1957, 1964, 1981) | 2 (1961, 1970) |
| Totale                   | 3                    | 2              |

| Controllo di autorità | VIAF (EN) 38244888 · ISNI (EN) 0000 0000 8220 0436 · LCCN (EN) n81115488 · NDL (EN, JA) 00068522 |